# Joseph Oyanga
Joseph Oyanga (28 febbraio 1936 – Tororo, 21 luglio 2018) è stato un vescovo cattolico ugandese.

## Biografia
Nacque nel villaggio di Omararii, fu ordinato sacerdote a Lira il 15 maggio 1963. Servì come sacerdote nella diocesi di Lira fino al 4 luglio 1989, quando ne fu nominato vescovo. Il successivo 1° ottobre venne consacrato vescovo dal cardinale Emmanuel Kiwanuka Nsubuga.
Rimase in carica fino alle dimissioni il 2 dicembre 2003.
Joseph Oyanga è morto il 21 luglio 2018 presso l'ospedale St. Anthony, nella città di Tororo.

## Genealogia episcopale
La genealogia episcopale è:
- Cardinale Scipione Rebiba
- Cardinale Giulio Antonio Santori
- Cardinale Girolamo Bernerio, O.P.
- Arcivescovo Galeazzo Sanvitale
- Cardinale Ludovico Ludovisi
- Cardinale Luigi Caetani
- Cardinale Ulderico Carpegna
- Cardinale Paluzzo Paluzzi Altieri degli Albertoni
- Papa Benedetto XIII
- Papa Benedetto XIV
- Papa Clemente XIII
- Cardinale Bernardino Giraud
- Cardinale Alessandro Mattei
- Cardinale Pietro Francesco Galleffi
- Cardinale Giacomo Filippo Fransoni
- Cardinale Carlo Sacconi
- Cardinale Edward Henry Howard
- Cardinale Mariano Rampolla del Tindaro
- Cardinale Rafael Merry del Val
- Cardinale Arthur Hinsley
- Arcivescovo David Mathew
- Cardinale Laurean Rugambwa
- Cardinale Emmanuel Kiwanuka Nsubuga
- Vescovo Joseph Oyanga